# Keffije

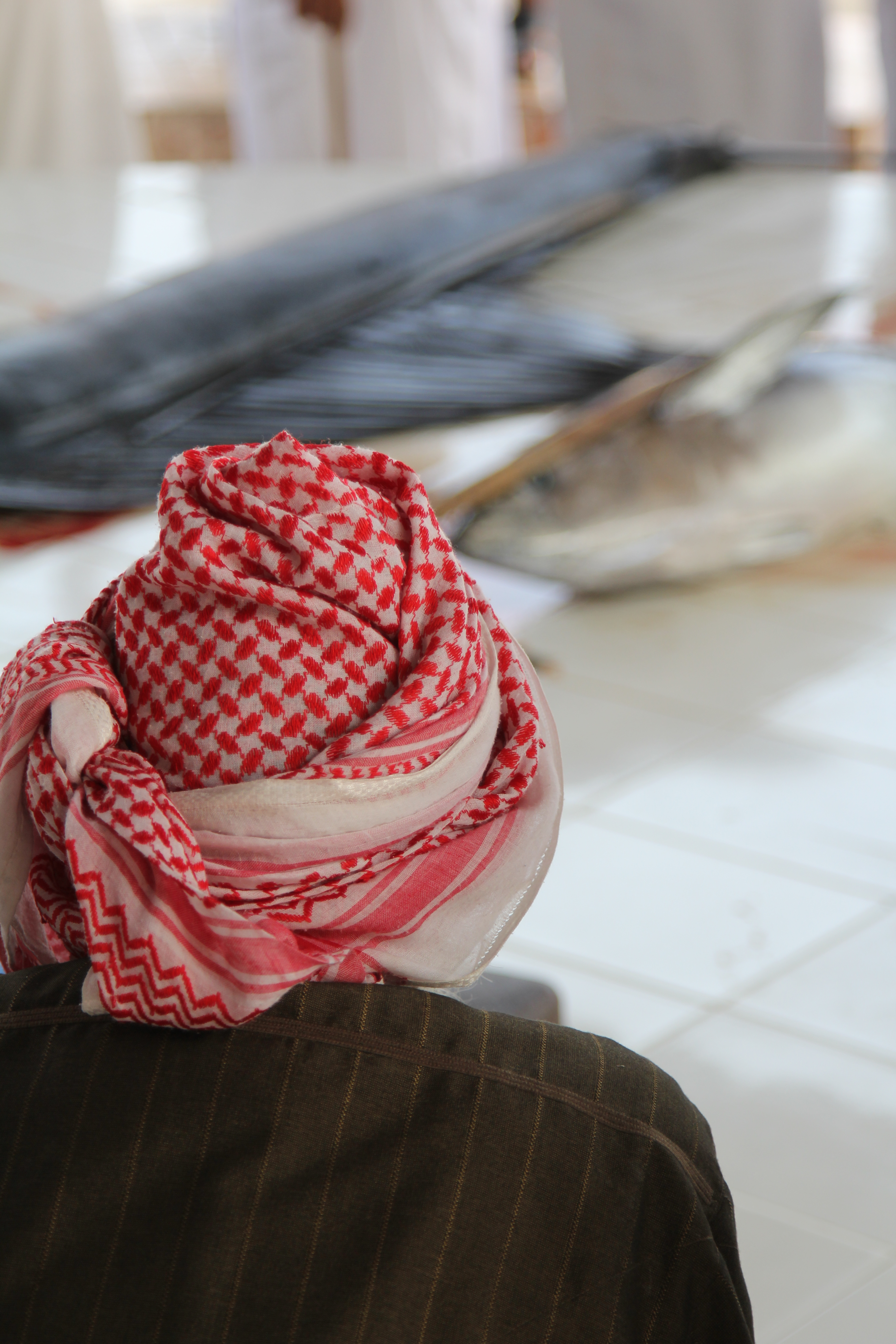
Keffijét viselő omani arab férfi

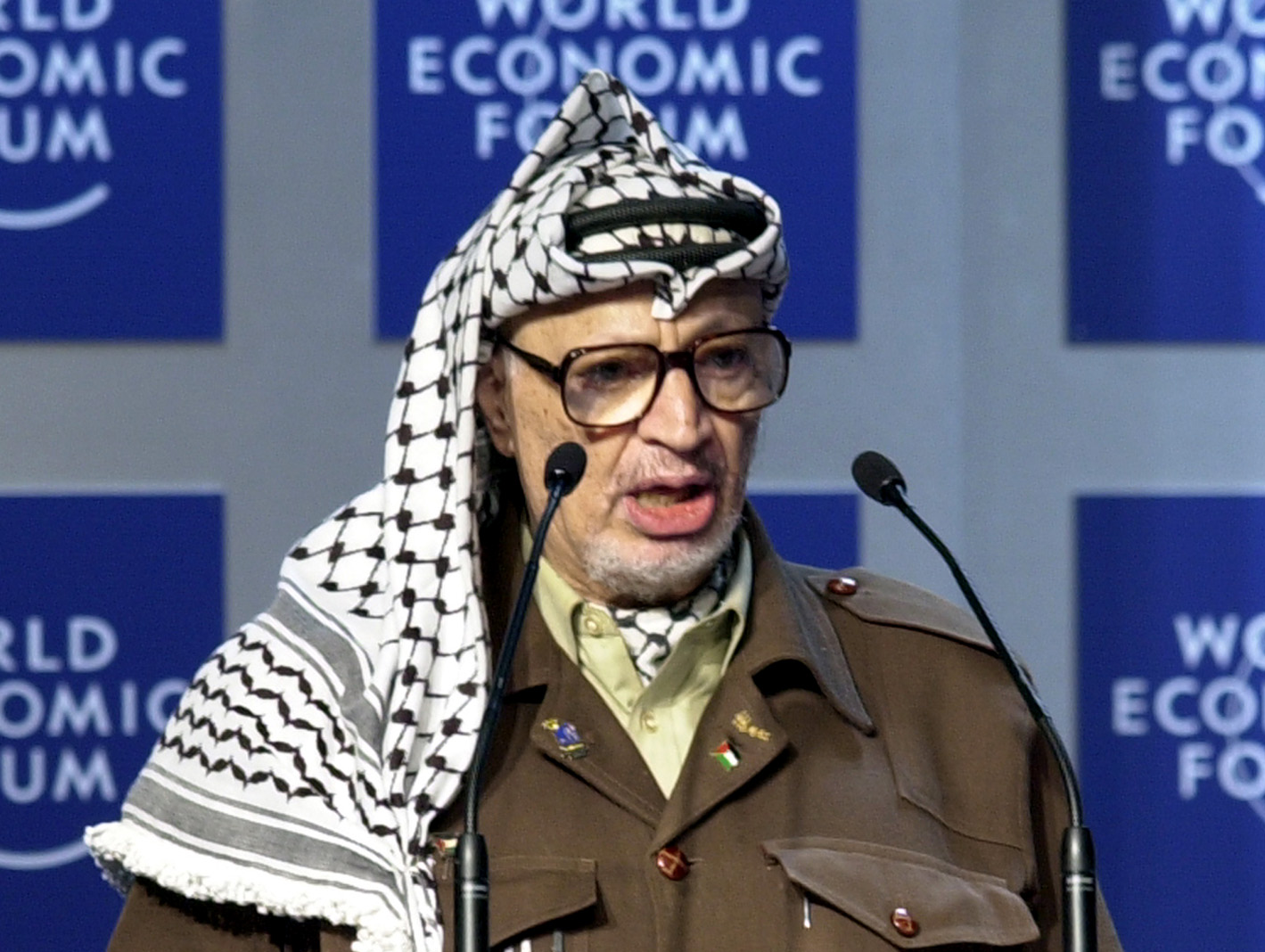
Jasszer Arafat a jellegzetes mintázatú palesztin keffijével

A keffije (arabul: كوفية) tarka színű, rojtokkal ellátott szövött pamutkendő, amellyel az arabok a száraz, sivatagi éghajlaton a napsütéstől védik a fejüket.

## Kinézete és története
Egy fekete pánttal (agal) erősítik meg körben a fejükön, úgy, hogy dús rojtozatával az ember nyakáig ér. Többnyire fehér alapon vörös vagy fekete mintázatú. Hagyományos arab viselet, amely utóbb (a 20. században), jellegzetes, halászhálószerű mintázatával egyúttal a palesztin nacionalizmus jelképe lett.

## A keffije mint divatcikk
A keffije az 1970-es években vált népszerűvé az Egyesült Királyságban, majd az Amerikai Egyesült Államokban az 1980-as évekvégén, az első intifáda kezdetén, ezt követőleg a világ több más országában – esetleg nem szövött, hanem színnyomott mintázattal – elterjedt divatcikk lett. Sok esetben a palesztinok melletti tüntetések jelképeként használták és ezért viselését több országban betiltották.